# 宮ケ原浩
宮ケ原 浩（みやがはら ひろし、1964年8月29日 - ）は、日本の近代五種選手。鹿児島県立鹿屋農業高等学校出身。自衛隊体育学校所属。2016年リオデジャネイロオリンピックでは男子監督を務めた。1992年のバルセロナオリンピックに出場した。